# Wiembecke (Passade)
Die Wiembecke oder Wiembeke ist ein historisch bezeugter Bach im nordrhein-westfälischen Kreis Lippe im heutigen Stadtgebiet von Lemgo. Der Bach fließt durch die Passade, Bega und Werre zur Weser.

## Name
Urkundlich ist das Gewässer 1403 als „[nebst der] Wygenbecke“ und „ute der Wygenbeke“ frühestens belegt und ist am Ortsnamen Wiembeck (1319 als „Wigenbecke“) gebunden, beziehungsweise davon abgeleitet. Neben dem mittelniederdeutschen Grundwort -beke für „Bach“ wird für das Bestimmungswort von einem Patronymikon, einem altsächsischen männlichen Personennamen im Genitiv *Wīgo (*Wīgen-) am wahrscheinlichsten ausgegangen.

## Lage
Die Lage des historisch belegten Gewässers ist unklar. Als wahrscheinliche Lösung wird eine Identität mit dem heute als Bruchbach bezeichneten Gewässer angenommen, der durch die Ortschaft Wiembeck fließt.